# 上田二郎 (税理士)
上田二郎（うえだ じろう、1964年- ）は、日本の税理士、僧侶。
東京都出身。上田二郎は筆名。1983年東京国税局に採用される。千葉県内および東京都内の税務署勤務を経て、88年に東京国税局査察部に配属。2007年に千葉県内の税務署の統括国税調査官として配属されるまでの合計17年間（途中、２年間の税務署勤務をはさむ）を、マルサの内偵調査部門で勤務した。2009年東京国税局を退職したが、再び税理士として活動。僧侶。

## 著書
- 『マルサの視界 国税局査察部の内偵調査』法令出版 2011
- 『国税局直轄トクチョウの事件簿 脱税をどう見抜き、暴くのか』ダイヤモンド社 2012
- 『税理士の坊さんが書いた宗教法人の税務と会計入門』国書刊行会 2014
- 『国税局査察部24時』講談社現代新書 2017